# Мпакі
Мпакі (англ. Mphaki) — одна з місцевих громад, що розташована в районі Цгутінг, Лесото. Населення місцевої громади у 2006 році становило 20 288 осіб.